# Hermann Blumenthal
Pour les articles homonymes, voir Blumenthal.
Hermann Blumenthal, né le 31 décembre 1905 à Essen et mort le 17 août 1942 près de Kliastitsy (Biélorussie), est un sculpteur allemand.

## Biographie

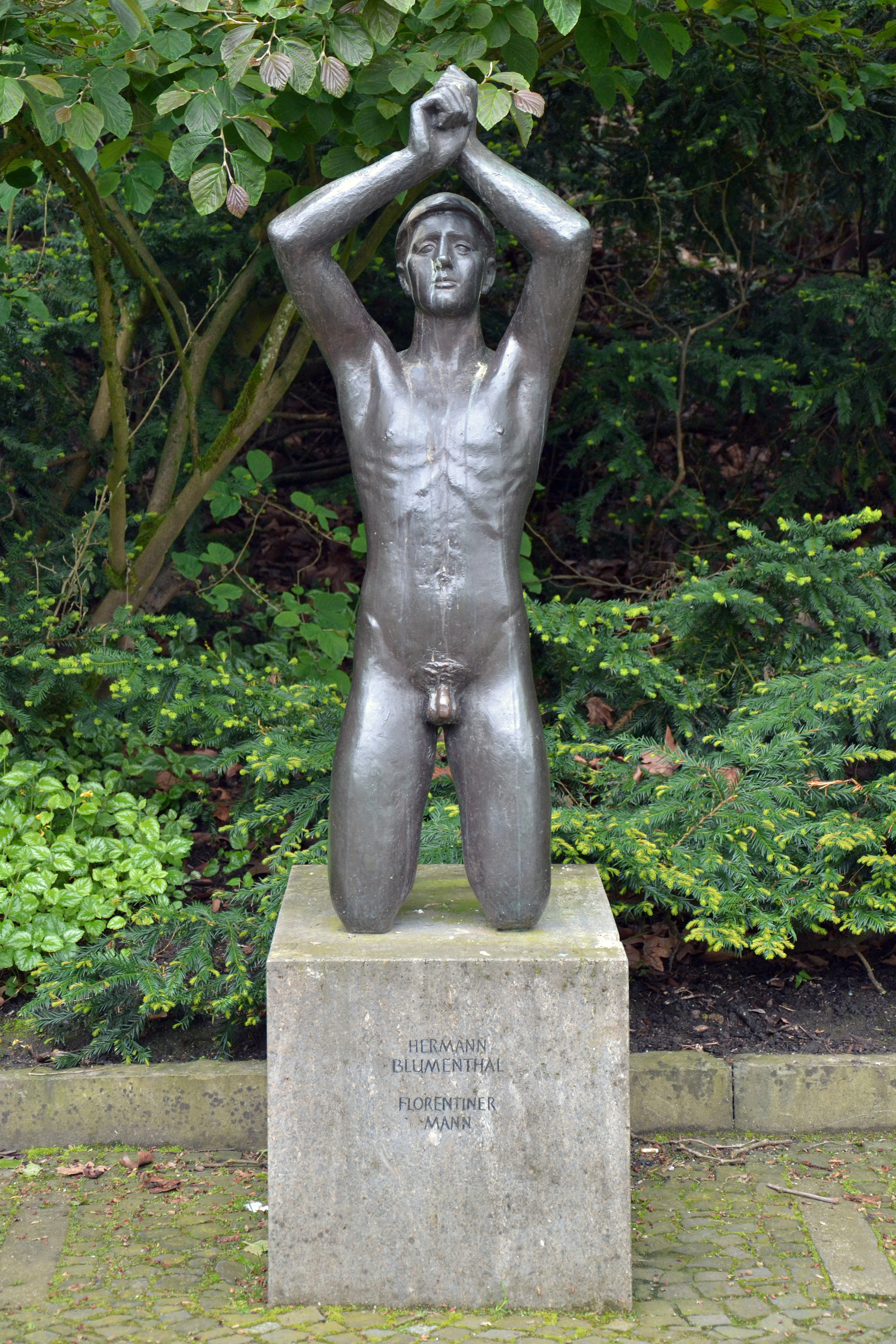
Le Florentin (1937), sculpture d'Hermann Blumenthal, Grugapark à Essen (Allemagne).

Élève de Joseph Enseling, il obtient en 1929 le Prix de la ville de Cologne, conjointement avec Emy Roeder. Lauréat du Prix de la Villa Massimo, il est pensionnaire à l'Académie allemande de Rome en 1931.
Mobilisé dans la Wehrmacht durant la Seconde Guerre mondiale, Hermann Blumenthal meurt sur le front russe.
Son œuvre a été présentée à titre posthume à l'exposition documenta 1 en 1955.